# بيت العذرى (بني العوام)

تعديل مصدري - تعديل

بيت العذرى هي إحدى قرى عزلة بني القدمي بمديرية بني العوام التابعة لمحافظة حجة، بلغ تعداد سكانها 57 نسمة حسب تعداد اليمن لعام 2004.